# Carlos Heredia
Carlos Heredia Fontana (Barcellona, 28 settembre 1998) è un calciatore spagnolo naturalizzato dominicano, attaccante del Cibao e della nazionale dominicana.

## Caratteristiche tecniche
È un'ala destra.

## Carriera

### Nazionale
Ha esordito con la nazionale dominicana il 9 settembre 2018 in occasione dell'incontro di qualificazione per la CONCACAF Nations League 2019-2020 vinto 5-0 contro Bonaire; nell'occasione ha segnato anche la sua prima rete fra i professionisti.

## Statistiche

### Presenze e reti nei club
Statistiche aggiornate al 24 marzo 2019.

### Cronologia presenze e reti in nazionale
| Cronologia completa delle presenze e delle reti in nazionale ― Rep. Dominicana | Cronologia completa delle presenze e delle reti in nazionale ― Rep. Dominicana | Cronologia completa delle presenze e delle reti in nazionale ― Rep. Dominicana | Cronologia completa delle presenze e delle reti in nazionale ― Rep. Dominicana | Cronologia completa delle presenze e delle reti in nazionale ― Rep. Dominicana | Cronologia completa delle presenze e delle reti in nazionale ― Rep. Dominicana | Cronologia completa delle presenze e delle reti in nazionale ― Rep. Dominicana | Cronologia completa delle presenze e delle reti in nazionale ― Rep. Dominicana |
| Data                                                                           | Città                                                                          | In casa                                                                        | Risultato                                                                      | Ospiti                                                                         | Competizione                                                                   | Reti                                                                           | Note                                                                           |
| ------------------------------------------------------------------------------ | ------------------------------------------------------------------------------ | ------------------------------------------------------------------------------ | ------------------------------------------------------------------------------ | ------------------------------------------------------------------------------ | ------------------------------------------------------------------------------ | ------------------------------------------------------------------------------ | ------------------------------------------------------------------------------ |
| 9-9-2018                                                                       | Willemstad                                                                     | Bonaire                                                                        | 0 – 5                                                                          | Rep. Dominicana                                                                | CONCACAF Nations League 2019-2020 - Qualificazione                             | 1                                                                              | 63’                                                                            |
| 13-10-2018                                                                     | Santiago de los Caballeros                                                     | Rep. Dominicana                                                                | 3 – 0                                                                          | Isole Cayman                                                                   | CONCACAF Nations League 2019-2020 - Qualificazione                             | -                                                                              |                                                                                |
| 17-11-2018                                                                     | L'Avana                                                                        | Cuba                                                                           | 1 – 0                                                                          | Rep. Dominicana                                                                | CONCACAF Nations League 2019-2020 - Qualificazione                             | -                                                                              | 57’                                                                            |
| 24-3-2019                                                                      | Santiago de los Caballeros                                                     | Rep. Dominicana                                                                | 1 – 3                                                                          | Bermuda                                                                        | CONCACAF Nations League 2019-2020 - Qualificazione                             | -                                                                              |                                                                                |
| 17-11-2019                                                                     | Gros Islet                                                                     | Saint Lucia                                                                    | 1 – 0                                                                          | Rep. Dominicana                                                                | CONCACAF Nations League 2019-2020 - 1º Turno                                   | -                                                                              | 57’                                                                            |
| 19-11-2019                                                                     | San Salvador                                                                   | El Salvador                                                                    | 2 – 0                                                                          | Rep. Dominicana                                                                | CONCACAF Nations League 2019-2020 - 1º Turno                                   | -                                                                              | 83’                                                                            |
| 19-1-2021                                                                      | Santo Domingo                                                                  | Rep. Dominicana                                                                | 0 – 1                                                                          | Porto Rico                                                                     | Amichevole                                                                     | -                                                                              | 67’                                                                            |
| 25-1-2021                                                                      | Santo Domingo                                                                  | Rep. Dominicana                                                                | 0 – 0                                                                          | Serbia                                                                         | Amichevole                                                                     | -                                                                              | 52’                                                                            |
| 25-03-2021                                                                     | Santo Domingo                                                                  | Rep. Dominicana                                                                | 1 – 0                                                                          | Dominica                                                                       | Qual. Mondiali 2022                                                            | -                                                                              | 72’                                                                            |
| 27-03-2021                                                                     | Fort Lauderdale                                                                | Anguilla                                                                       | 0 – 6                                                                          | Rep. Dominicana                                                                | Qual. Mondiali 2022                                                            | -                                                                              | 51’                                                                            |
| 5-6-2021                                                                       | Santo Domingo                                                                  | Rep. Dominicana                                                                | 1 – 1                                                                          | Barbados                                                                       | Qual. Mondiali 2022                                                            | -                                                                              | 83’                                                                            |
| 3-6-2022                                                                       | Belmopan                                                                       | Belize                                                                         | 0 – 2                                                                          | Rep. Dominicana                                                                | CONCACAF Nations League 2022-2023 - Fase a gironi                              | -                                                                              | 45’                                                                            |
| 11-6-2022                                                                      | Santo Domingo                                                                  | Rep. Dominicana                                                                | 1 – 1                                                                          | Guatemala                                                                      | CONCACAF Nations League 2022-2023 - 1º turno                                   | -                                                                              | 79’ 86’                                                                        |
| 23-3-2023                                                                      | Remire-Montjoly                                                                | Guyana francese                                                                | 1 – 1                                                                          | Rep. Dominicana                                                                | CONCACAF Nations League 2022-2023 - 1º turno                                   | 1                                                                              | 75’                                                                            |
| 28-3-2023                                                                      | San Cristóbal                                                                  | Rep. Dominicana                                                                | 2 – 0                                                                          | Belize                                                                         | CONCACAF Nations League 2022-2023 - 1º turno                                   | -                                                                              | 71’                                                                            |
| Totale                                                                         |                                                                                | Presenze                                                                       | 15                                                                             |                                                                                | Reti                                                                           | 2                                                                              |                                                                                |